# France 4
France 4 – francuski kanał młodzieżowy należący do France Télévisions. France 4 powstał 24 czerwca 1996 pod nazwą Festival. W 2005 Festival zmienił swoją nazwę na France 4.
Kanał jest dostępny jedynie w przekazie cyfrowym.
89% udziałów stacji ma France Télévisions, reszta udziałów ma ARTE France.

## Logo
| Lata                             | Opis | Logo |
| -------------------------------- | --- | ---- |
| 24 czerwca 1996 - maj 1998       | Niebieska literka "F", a na końcu czerwona literka "L". A w czarnym prostokącie zmieścił się biały sześcioliterowy napis ESTIVA. Jeszcze są nad logiem 3 błękitne gwiazdeczki.                                                       |      |
| czerwiec 1998 - lipiec 2000      | Logo podobne do poprzedniego. W tym momencie 2 kolorowe litereczki są dojrzałe i ściemniały się, a napis zmienił kolor i pozbył się czarnego prostokąta. a gwiazdeczki zmieniły rozmiar i kolor oraz zbliżyły się troszkę do siebie. |      |
| sierpień 2000 - 30 marca 2005    | Napis FESTIVAL jest czarny i pochyły. a pod nim są 2 kreski (patyczki) - pierwszy czerwony, drugi - niebieski. |      |
| 31 marca 2005 - 28 stycznia 2018 | Fioletowy trapez równoramienny obrócony o 90°, na nim biały napis „france”, pod napisem cyfra 4. 7 kwietnia 2008 lekko zmodyfikowano logotyp, robiąc logo metodą komputerową.                                                        |      |
| 28 stycznia 2018 - obecnie       | Fioletowa kropka, obok po prawej stronie cyfra 4. |      |